# Латвійська православна автономна церква
Латвійська православна автономна церква юрисдикції Константинопольського патріархата (латис. Latvijas Pareizticīgā Autonomā Baznīca Konstantinopoles Patriarhāta jurisdikcijā, до жовтня 2019 року — Латвійська православна автономна церква, спочатку Латвійська вільна православна Церква) — неканонічна православна юрисдикція в Латвії з центром в місті Даугавпілс. 
Була заснована у 1994 році кліриками та мирянами, які залишили Московський патріархат. З 1994 по 2011 рік перебувала у складі РПАЦ. У 2011 році проголосила себе частиною Вселенського патріархату Константинополя. Під час богослужіннь у церкві поминають Вселенського патріарха. Проте Вселенський патріархат не робив офіційних заяв про визнання Латвійської автономної церкви.
ЛПАЦ вважає себе канонічною правонаступницею Латвійської православної церкви, яка у 1936—1940 роках перебувала у складі Константинопольського патріархата, обумовлюючи це тим, що перехід у Московський патріархат було здійснено під тиском радянської влади.
Церковний календар — григоріанський. Нинішній предстоятель — архиєпископ Даугавпільський і Латвійський Віктор (Контузоров).

## Історія
Об'єднання засноване на початку 1990-х років трьома священиками Московського патріархату, які відмовилися поминати патріарха Московського і всієї Росії Алексія II, якого вони звинувачували у співпраці з КДБ. Лідер об'єднання ігумен Віктор (Контурозов) 15 жовтня 1994 року перейшов у Російську православну вільну церкву з центром в Суздалі, яка так само складалася з кліриків які покинули Московський патріархат, і був висвячений 21 червня 1995 в сан єпископа Даугавпілсського, після чого очолювані ним парафії фактично стали єпархією РПСЦ. У відповідь митрополит Олександр (Кудряшов) заборонив Віктора (Контурозова) в священнослужінні, а 27 червня 1996 року Собор ЛПЦ позбавив його сану. 10 листопада 1997 року був відлучений від церкви через анатему. У 1996 році церква стала іменуватися Латвійської вільної православною церквою.
Документи на відновлення статусу вперше подала 13 листопада 1996 року, але держава 30 грудня 1992 роки вже зареєструвало ЛПЦ. ЛПАЦ вважає реєстрацію ЛПЦ МП як спадкоємиці автономної ЛПЦ до 1940 року помилкою з боку держави.
Станом на 2003 рiк нараховувала 14 громад.
У 2011 році, коли представники Вселенського патріарха Варфоломія дозволили поминати його в служіннях і благословили створення юрисдикції, незалежної від Московського патріархату, ЛПАЦ вийшла з РПАЦ і заявила про перехід до Вселенського патріархату. При цьому в ЗМІ немає інформації, чи визнав формально Вселенський патріарх Латвійську православну автономну церкву частиною Константинопольського патріархату.
У 2012 році митрополит Віктор був обраний главою ЛПАЦ (на той момент ЛПАЦ налічувала 11 парафій).
6 лютого 2013 року ЛПАЦ звернулася до Реєстру підприємств із заявою про реєстрацію, але 27 березня Міністерство юстиції винесло висновок про неможливість її реєстрації, і 4 квітня Регістр відмовив в реєстрації ЛПАЦ, 28 травня головний нотаріус Регістру залишив рішення в силі. Адміністративний районний суд 17 квітня 2014 року відхилила оскарження, а адміністративний окружний — 29 вересень 2015 року виніс рішення проти ЛПАЦ.
У 2017 році ЛПАЦ початку суд проти Реєстру підприємств Міністерства юстиції Латвії в департаменті по адміністративних справах Верховного суду, куди було подано позов щодо відмови ЛПАЦ в реєстрації після відмови Адміністративного окружного суду ЛПАЦ в їх позові з вимогою зобов'язати Регістр зареєструвати їх під назвою «Даугавпилсский Латвійський православний автономний прихід Святих страстотерпців Бориса і Гліба».
ЛПАЦ програла скаргу щодо закону, чиї окремі положення регулювали реєстрацію нової релігійної організації і забороняли співіснування в країні паралельних релігійних структур від імені однієї і тієї ж релігійної конфесії (сама ЛПАЦ вважала себе не новою релігійною організацією, а продовжувачем ЛПЦ КП 1936-1940 років, в силу чого, на її думку, положення про реєстрацію її не торкалися), і 6 липня 2017 року справу було передано Верховним судом на розгляд до Конституційного суду Латвії, 19 липня 2017 року порушив справу про протиріччі цих положень закону Конституції Латвії і 26 квітня анулював ці положення своїм рішенням, що набрало чинності 27 квітня 2018 року, коли воно було опубліковано в «Латвійському віснику», в силу протиріччя статтями 91, 99 і 102 Конституції Латвії.
Рішення відкрило шлях для реєстрації декількох релігійних організацій для однаковою конфесії. Суд ввів також норму, що церква, яка довела своє походження ще до радянської окупації Латвії 1940 року, має право ініціювати процес повернення релігійного майна в свою користь, що означає теоретичну можливість відчуження нерухомості у ЛПЦ, хоча сама ЛПАЦ заявляла лише про бажання визнання духовної спадкоємності, а не майнової.
Після перегляду справи Адміністративний окружний суд дозволив офіційну реєстрацію ЛПАЦ. Спочатку очікувалося, що реєстрація відбудеться 18 листопада 2019 роки до дня проголошення незалежности Латвії, проте вона відбулася ще 24 жовтня, коли з'явилося юридична особа «Латвійська православна автономна церква юрисдикції Константинопольського патріархату» (латис. Latvijas Pareizticīgā Autonomā Baznīca Konstantinopoles Patriarhāta jurisdikcijā). У зв'язку з цим Синод ЛПЦ виступив із заявою, що «нова реєстрація не має відношення до Латвійської Православної Церкви Московського Патріархату і ніяк не впливає на становище нашої Церкви і на її назву. Усі відомості про нібито перехід або перекладі нашої Церкви в Константинополь є відвертою неприкритою брехнею, придумані недругами Православ'я і розтиражовані засобами масової інформації».
ІПСО МП та навіть підпал хати де облаштував храма Контузоров продовжилися до його смерті у 2022, наступником став Архімандрит Августин (Защиринський), проти якого розпочалися переслідування та цькування, зокрема з боку т.зв. "Расколам.нєт" .
На свято «Торжество Православія» Синод Латвійської Православної Автономної Церкви Константинопольського Патріархата з повідомляє про відкриття ризького приходу в честь «Благовіщення Пресвятої Богородиці» за адресою вул. Артилерія 46 м. Рига. 